# 冯德坦恩号大巡洋舰
冯·德·坦恩号（德語：SMS Von der Tann）是德意志帝国海军建造的第一艘战列巡洋舰及第一艘采用涡轮动力的大型军舰。在建造时，冯·德·坦恩号也曾是海上最快的无畏级别军舰，能够达到27節（50每小時）以上的速度。其设计是为了回应英国的无敌级战列巡洋舰。尽管德国人设计装备的280（11英寸）口径炮与英舰12英寸（300）口径的BL12英寸X型舰炮相比显得较弱，但冯·德·坦恩号更快、装甲更好。它开创了德国战列巡洋舰的装甲比英国同行重得多的先例，却以较小的舰炮为代价。
冯·德·坦恩号参加了第一次世界大战期间的许多舰队行动，其中包括数次炮击英国海岸。它出席了日德兰海战，并在交战之初便摧毁了英国战列巡洋舰不倦号。冯·德·坦恩号于战斗期间数次被大口径炮击中，并曾在交战中的某一时刻，其所有主舰炮都因损毁或故障而失效。尽管如此，损坏很快得到了修复，舰只于两个月内即得以重返舰队。随着战争于1918年11月结束，冯·德·坦恩号连同公海舰队大部被扣押至斯卡帕湾，等待协约国决定其命运。该舰的寿命止于1919年，当时德国看守船员凿沉了他们的舰只，以防止被割让至协约国海军。舰只残骸于1930年被打捞上岸，并于1931年至1934年间在罗塞斯拆解报废。

## 发展
之前的德国大巡洋舰设计——布吕歇尔号较以往的装甲巡洋舰有了增量加强。布吕歇尔号装备有十二门210（8.3英寸）口径炮，旨在与德国人所了解的英国无敌级相抗衡，后者被假设为基于装甲巡洋舰类别的更大迭代。当获得英国新巡洋舰的实际细节后，德国人意识到它们不仅仅是对以往设计的扩充，而是一种全新的军舰类别——战列巡洋舰，这使得布吕歇尔号处于严重的劣势。然而，由于缺乏足够的资金来改变布吕歇尔号的布局，所以在1907年获批建造的巡洋舰必须有一个全新的设计。
冯·德·坦恩号的设计始于1906年，它是以“新造F舰”为代号进行订购，因为当时人们对这艘新舰的预期角色仍然存在分歧。时任国家海军办公室主任的国务大臣阿尔弗雷德·冯·提尔皮茨主张建造一艘类似于英国新式战列巡洋舰无敌级的舰艇：拥有更重的舰炮、更轻的装甲和更快的速度，旨在利用该舰作为舰队的侦察舰，并能够摧毁敌对的舰队巡洋舰。但提尔皮茨无意在主战列线中使用该舰。然而，德皇威廉二世与国家海军办公室的大多数成员一样，青睐于将该舰在与敌舰进行初步接触后纳入战列线，这就需要更重的装甲。对于在战列线中作战能力的坚持是由于德国公海舰队在数量上不及英国皇家海军所导致。
在所提交的几份设计方案中，都响应了对重炮的要求，口径在305（12.0英寸）至343（13.5英寸）不等。然而，资金上的限制决定了它将只能使用更小、更便宜的武器。因此在设计定稿中，采纳了与拿骚级战列舰末两艘舰相同的280（11英寸）炮，其搭载有液压升降的Drh LC/1907型炮架，而非以往电动升降的Drh LC/1906型。作为弥补，这款设计获得了相对较重的副炮。
在1906年9月举行的一次会议上，许多关于舰只设计的分歧都得到了解决。海军建设部主管鲁道夫·冯·艾克施特德认为，由于新战列巡洋舰防护系统的爆炸试验尚未完成，所以应推迟建造，以便对设计进行任何改动。他还认为，210（8.3英寸）或240（9.4英寸）口径炮足以穿透新式英国战列巡洋舰的装甲。然而，国务副大臣、海军上将奥古斯特·冯·黑林根则表示，为了使该舰能够与战列舰交战，280毫米口径炮是必要的。
国家海军办公室副主任、海军少将爱德华·冯·卡佩勒指出，至1906年11月中旬，水下防护设计的测试便将完成。他暗示如果要强化防鱼雷舱壁，同时保留约19,000公噸（19,000長噸）的排水量，那么对于舰只而言，280毫米炮可能太重了。提尔皮茨却拒绝考虑使用小型火炮，即便这意味着舰只的排水量需要增加。艾克施特德提议在副炮以170（6.7英寸）口径炮取代150（5.9英寸）的设计要求，但增加的重量将使得舰只无法安装八门主炮。
1907年6月22日，德皇正式批准新造F舰的建造，并根据在普法战争中担任巴伐利亚步兵上将的路德维希·冯·德·坦恩-拉特萨姆豪森而授名为冯·德·坦恩号。建造合同于1907年9月26日发包至汉堡的布洛姆-福斯船厂。舰只于1908年3月21日在汉堡布洛姆－福斯船厂开始架设龙骨，并在近一年后，于1909年3月20日下水。巴伐利亚贵族对舰只的命名深表谢意。当时的报纸报道称，巴伐利亚摄政王暨实际统治者柳特波德向德皇去电致谢，下水仪式则由冯·德·坦恩的一位同为将军的后人主持。在面对聚众的演讲中，他表达了对冯·德·坦恩号的期盼：“走出去保护德国的世界贸易势力，或者，在皇帝陛下的命令下，抵挡那些袭击帝国重大利益和荣誉的敌人。但愿该舰能在大海中恣意驰骋，就像它以之命名、在鲜血浸透的战场上驰骋的那位将军一样，将其胜利的旗帜竖立在为德国的伟大和荣誉而战的斗争中”。舰只建造共计斥资3652.3万马克。

## 设计

### 武器装备

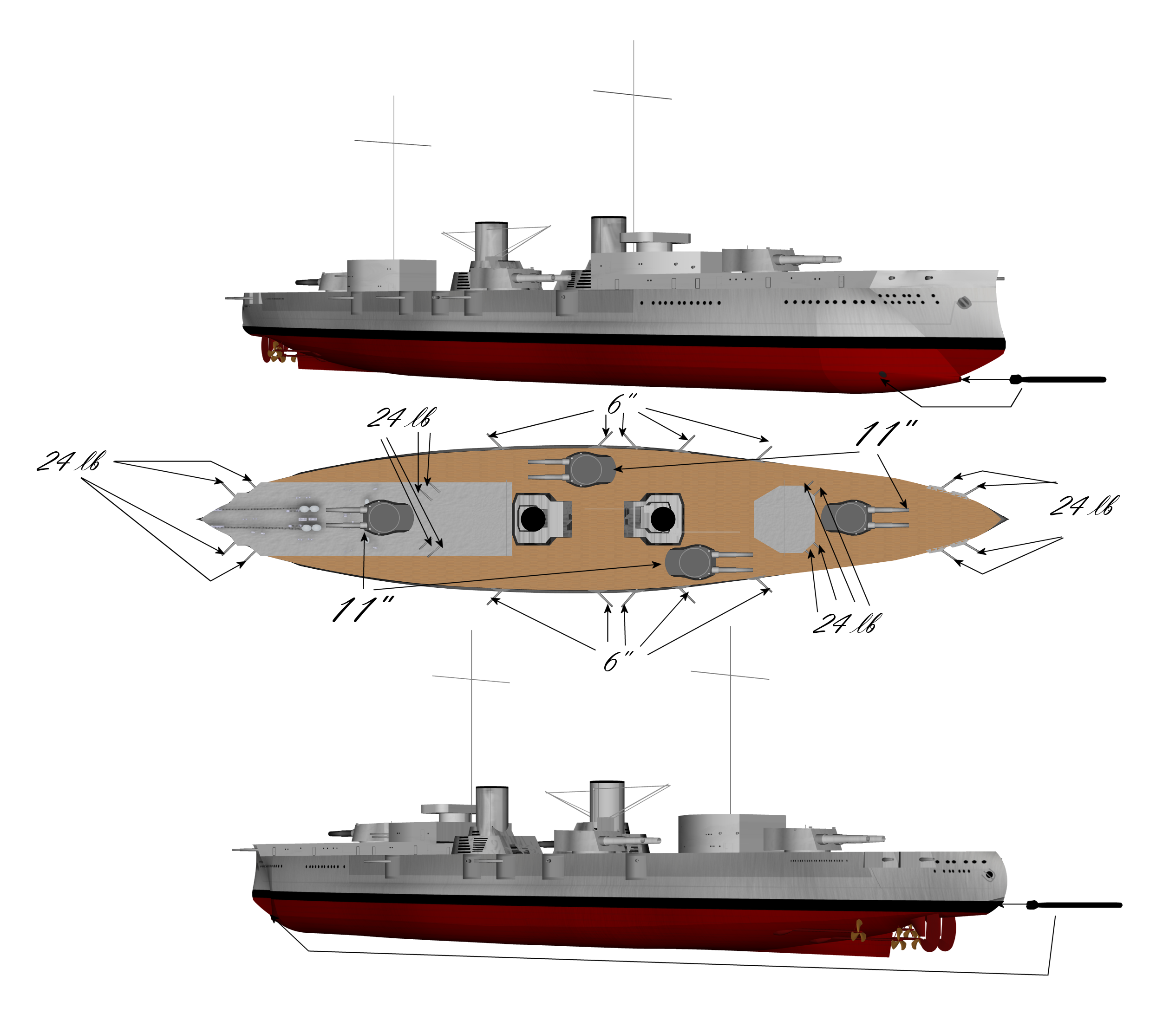
冯·德·坦恩号的计算机图形渲染

冯·德·坦恩号的主舰炮为八门安装在四座双联装炮塔上的280毫米45倍径速射炮，其中舰艏、舰艉各一座，另有两座布置在舰体中部两舷。这些火炮被安置在电力传动的Drh.L C/1907型转盘支架上，火炮本身则通过液压装置调整高度。炮管可升至20°仰角，最大射程为18,900（20,700碼）。通过1915年进行的改造则使射程增至20,400（22,300碼）。主炮在发射重量为302（666英磅）的穿甲弹时的炮口初速为875每秒（2,870英尺每秒）；推进剂装药是被装填至黄铜弹壳内。总共660枚弹药被分别储存在四个弹药间内，其中每间可容纳165枚。翼炮塔为交错式布局，使得所有八门炮都能在舷侧以极宽的弧度开火。
与同期英国对手不同的是，冯·德·坦恩号还装备有重型副炮，它由十门150毫米45倍径速射炮组成，廓装在MPL C/06型枢轴炮架内，并各配有150枚高爆及穿甲弹。建成时，这些火炮可以向距离13,500（14,800碼）以内的目标发射45.3（100英磅）重的炮弹；在1915年的改造后，最大射程则扩展至16,800（18,400碼）。舰只还装备了十六门88毫米45倍径速射炮，用于防御鱼雷艇和驱逐舰。它们同样安装在MPL C/01-06型炮架内，共计提供3200发炮弹。这些火炮在发射9（20英磅）重的炮弹时的射速为每分钟15发，射程达10,694（11,695碼），这对于小口径武器而言已属相当远。1916年末，在日德兰海战所造成的破坏修复工作完成后，冯·德·坦恩号移除了舰上的88（3.5英寸）炮并封焊了射击孔，再以两门88毫米高射炮安装在舰艛后部。
按照当时主力舰的惯例，冯·德·坦恩号同样配备了四具450（17.7英寸）浸没式水下鱼雷发射管；分别布设在舰艏、舰艉和两边舷侧，并提供11枚鱼雷。这些鱼雷携带有110（240英磅）重的弹头，并有两种影响射程的速度设置。其中在32節（59每小時）的速度下，鱼雷的有效射程为2,000（2,200碼）；若将速度提升至36節（67每小時），则射程仅有1,500（1,600碼）。

### 装甲保护

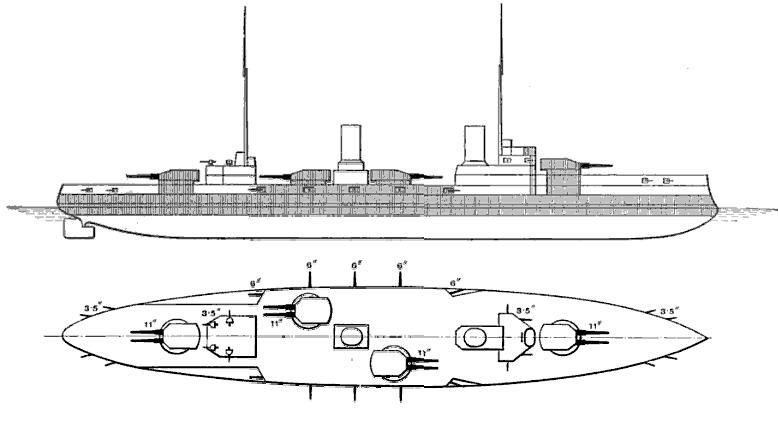
冯·德·坦恩号的线条画。阴影部分为装甲区域

由于冯·德·坦恩号是设计用于战列线作战，所以其装甲要比英国战列巡洋舰的装甲厚实得多。冯·德·坦恩号的重量较不倦级多出逾2,000公噸（2,000長噸），而它使用的装甲重量比它在日德兰海战中面对的战列巡洋舰还要多出10%。
冯·德·坦恩号的装甲由克虏伯生产的渗碳钢及镍钢组成。主装甲带在前部的厚度从80至120（3.1至4.7英寸）不等，在中央堡垒有250（9.8英寸），以及近舰艉处有100（3.9英寸）厚。前司令塔受到250毫米厚的装甲保护，而后司令塔的厚度也有200（7.9英寸）。四座炮塔的正面为230（9.1英寸）厚，侧部和顶部则分别为180（7.1英寸）和90（3.5英寸）厚。与之前的装甲巡洋舰布吕歇尔号一样，它还得到一层25（0.98英寸）厚的防鱼雷舱壁作为补充。舱壁被设置在距离船体外壳4（13英尺）远的地方，这之间是用于贮存煤炭的空间。

### 机械装置
冯·德·坦恩号由18台船用燃煤双层锅炉提供动力，分为五个锅炉舱。锅炉在16标准大气压（235磅力每平方英寸）的压强下产生蒸汽。冯·德·坦恩号是德国第一艘采用涡轮推进的大型军舰。该舰搭载了两组涡轮机：用于驱动外侧两轴的高压涡轮机和用于驱动内侧两轴的低压涡轮机。每轴各有一副直径为3.6（11英尺10英寸）的螺旋桨。舰只的设计输出功率为41,426匹軸馬力（30,891千瓦特），转速为300转每分钟，额定最高速度为24.8節（45.9每小時）。然而，就像所有后来的德国战列巡洋舰一样，该舰的航速可以戏剧性地增高。在海上试航期间，涡轮机曾产生最高55,553匹軸馬力（41,426千瓦特）的功率，转数为339转每分钟，最高速度达27.757節（51.406每小時）。另一项例子是在一次从特内里费岛至德国的巡航中，舰只的平均航速为27節（50每小時），最高速度则达28節（52每小時）。在下水后，冯·德·坦恩号曾是当时海上最快的无畏舰。舰只有两副平行的方向舵，由蒸汽发动机控制。舰上的电气设备则由六台涡轮发电机组成，它们可在225伏特的额定电压下输出1,200千瓦特（1,600匹馬力）的总电功率。
与许多德国主力舰一样，冯·德·坦恩号的锅炉存在长期使用劣质煤的问题。在突袭斯卡布罗的行动结束后，冯·德·坦恩号舰长、海军上校马克斯·哈恩曾评论称：“我们煤炭的匮乏及其燃烧性能不佳，导致浓烟滚滚，并成为我们出现的信号”。而在日德兰海战期间，由于煤炭的质量差劣，该舰于16:00以后无法在所有的锅炉中都维持点火状态。许多其它德国舰只在战斗中也遇到了同样的困难，包括德夫林格号和塞德利茨号。1916年后，则引入了在燃煤锅炉中向煤炭喷洒辅助焦油的做法，以提高燃烧效率。

### 其他特点

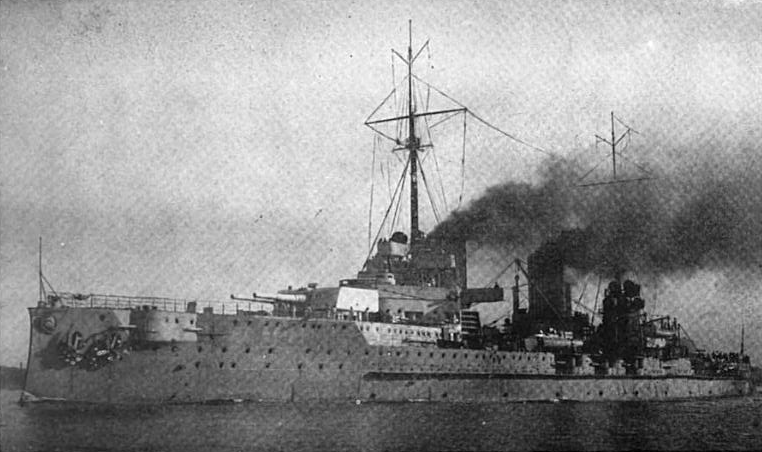
冯·德·坦恩号于1911年

冯·德·坦恩号曾于建造期间安装有弗拉姆式减摇水舱，但被证明是无效的；水舱只能减轻约33%的横摇。舰只后来又增加了舭龙骨来提高稳定性，而以前用于减摇水舱的空间则被用作额外的燃料贮存场所。舰只能够在减摇水舱中贮存额外180公噸（180長噸）煤炭。冯·德·坦恩号的船体由十五个水密舱室组成，并有一个占龙骨长度比重为75%的双层船底。该舰以良好的机动性能而闻名，但在满舵情况下的垂直倾侧会提高至8°，速度损失则高达60%。
舰上船员宿营舱的编排使得军官们都被安置在艏楼内。实践证明这种布置并不令人满意，后续的船级中便再无采纳。冯·德·坦恩原本设计安装桁格桅杆，但实际却使用了标准桅杆。为了观察炮弹的坠落情况，舰只于1914年在桅杆上加装了一个观测哨岗。1915年，冯·德·坦恩号曾进行水上飞机试验，并在后甲板上安装了一台起重机，以便将水上飞机吊升上舰。舰只最初还配备有防鱼雷网，但它们至1916年底被移除。

## 服役历史

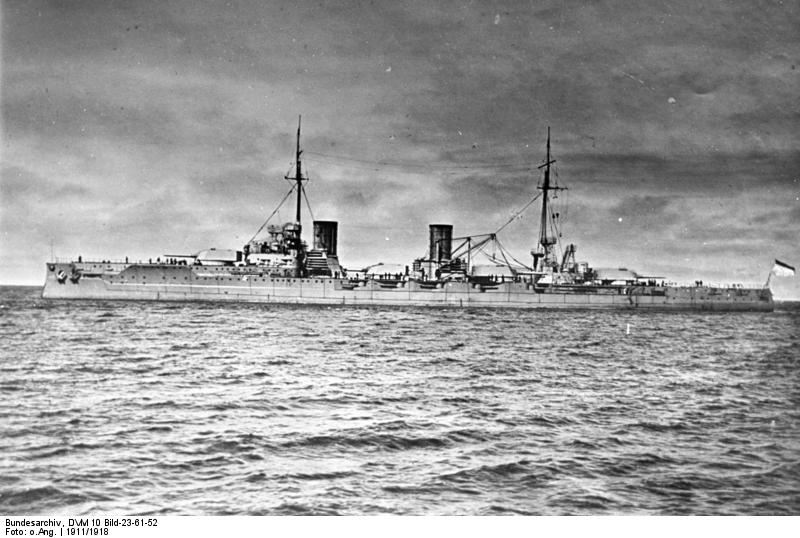
冯·德·坦恩号于1911年

1910年5月，冯·德·坦恩号从汉堡的布洛姆-福斯船厂出发，前往基尔的帝国船厂进行最后的舾装工作。当时，由于德国海军长期缺乏船员，舰只只得由船厂工人带至基尔。1910年9月1日，该舰正式投入德意志帝国海军使用，其船员大部分来自无畏舰莱茵兰号。在试航期间，舰只通过发动机的最大输出功率，于六小时周期内达到了27節（50每小時）的平均速度和28.124節（52.086每小時）的最高速度。
冯·德·坦恩号在竣工后曾进行过数次长途航行。它于1911年初先后到访了南美洲的里约热内卢、贝尔格拉诺港和布兰卡港，至1911年5月6日返抵基尔。巡航的主要目的是希望通过展示这艘“被广泛宣传为海上最快速、最强大的军舰”，来获得南美国家的军备合同。1911年5月8日，冯·德·坦恩加入侦察舰部队。它于1911年6月在斯皮特海德参加了为庆祝英王乔治五世加冕而举行的海上阅兵。

### 第一次世界大战

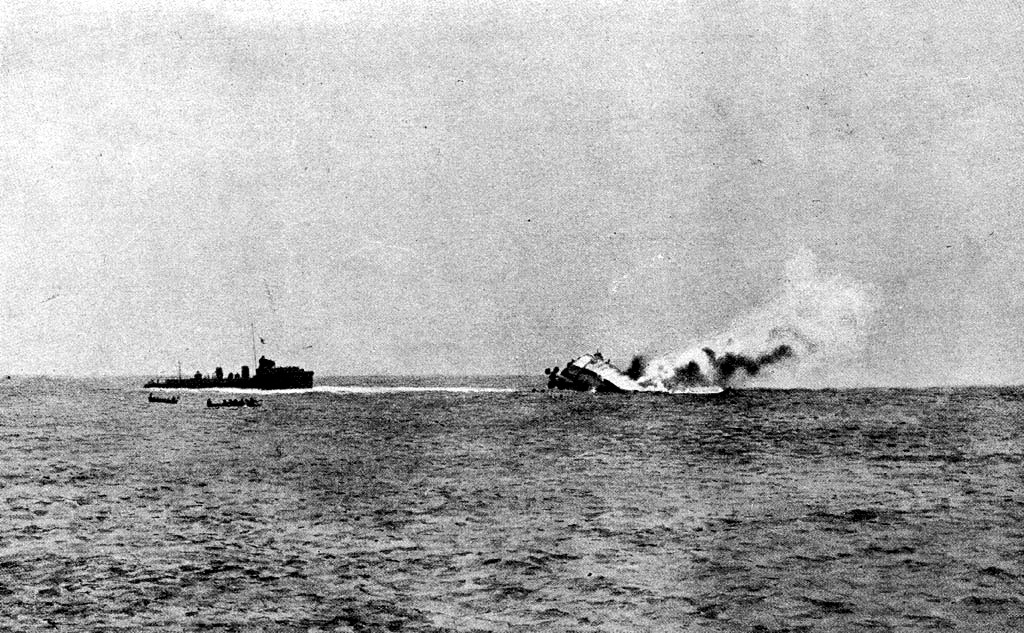
美因茨号沉没，英国驱逐舰勒车犬号驱逐舰从旁救起幸存者

在第一次世界大战爆发时，冯·德·坦恩号正担任侦察部队第三司令、海军少将阿图尔·塔普肯的旗舰。它随即被转配至公海舰队的第一侦察集群，受海军少将弗朗茨·冯·希佩尔指挥。舰只于战争中的首次重大出击是在1914年8月的黑尔戈兰湾海战之后，当时它参加了对英国战列巡洋舰的无果搜寻。在是次海战期间，冯·德·坦恩号正驻扎于威廉港锚区，并于08:20奉命尽早点火增压，以协助在黑尔戈兰湾遭到攻击的德国巡洋舰。在08:50，希佩尔正式向公海舰队总司令、海军上将腓特烈·馮·英格諾爾发出请求，希望其允许派遣冯·德·坦恩号和毛奇号前往解救受困的德国巡洋舰。
冯·德·坦恩号于10:15完成起航整备，此时距离英国战列巡洋舰抵达现场已超过一个小时。然而，舰只因海水退潮而耽搁，这使得战列巡洋舰无法通过亚德湾河口的沙洲。直至14:10，冯·德·坦恩号和毛奇号才得以穿越沙洲，希佩尔遂命令德国小巡洋舰退回至两艘重型舰只身后，而他本人则搭乘塞德利茨号于一小时后起航。在14:25，其余的小巡洋舰——斯特拉斯堡号、斯德丁号、女性之赞号、施特拉尔松德号和阿里阿德涅号，与战列巡洋舰完成集结。塞德利茨号于15:10抵达现场，而阿里阿德涅号则已在战斗中遭到严重破坏并沉没。希佩尔继续谨慎地冒险前进，以寻找两艘失联的小巡洋舰美因茨号和科隆号。至16:00，德国部队开始返回亚德湾，于大约20:23抵达。

#### 炮击英国海岸
同年晚些时候，冯·德·坦恩号参加了11月2－3日的突袭雅茅斯行动。2日16:30，冯·德·坦恩号跟随第一侦察集群在斯特拉斯堡号、格劳登茨号、科尔贝格号和施特拉尔松德号等四艘小巡洋舰的陪同下，离开亚德湾并驶往英国海岸，意图在英国的海中航线布设雷区。在18:00，公海舰队的两个无畏战列分舰队也起航提供支援。希佩尔的部队呈弧形转向北部，以避开黑尔戈兰岛和驻扎在那里的英国潜艇，然后将速度提高至18節（33每小時）。大约在翌日清晨06:30，第一侦察集群发现了英国布雷艇宁静号并向其开火，这引起了驱逐舰活泼号的注意。希珀意识到他是在浪费时间，而进一步的追击会将其舰只引向一个已知的雷区，所以他命令其舰只回到海上。当部队转向离开时，战列巡洋舰朝大雅茅斯发射了数枚炮弹，但收效甚微。当英国海军部充分了解到这一情况时，德国部队已经撤回至本国海域。

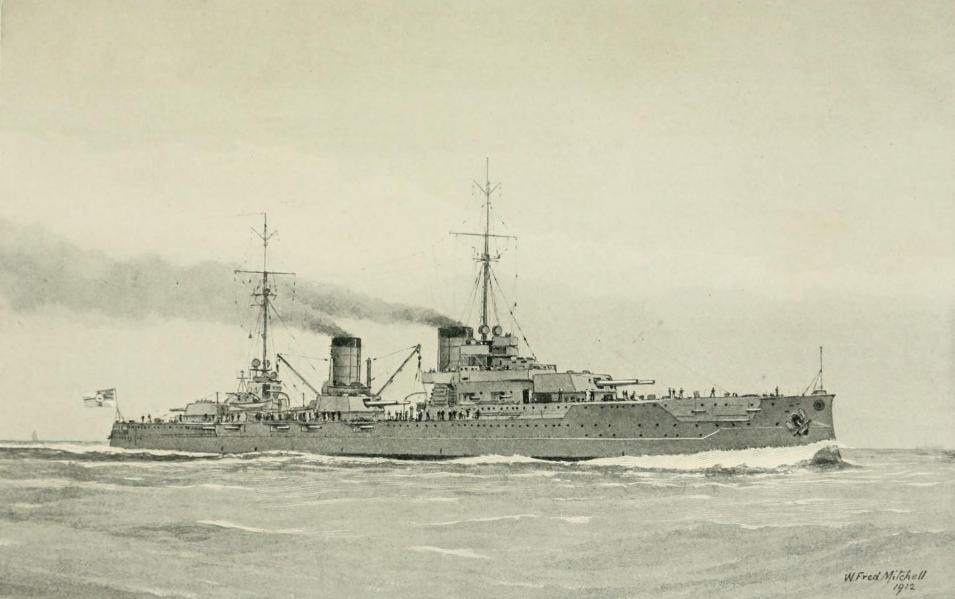
航行中的冯·德·坦恩号

冯·德·坦恩号同样参加了12月15－16日的突袭斯卡布罗、哈特尔浦及惠特比，这是另一项为引诱大舰队部分成员并将其摧毁而组织的行动，它将得到整个公海舰队的支援。冯·德·坦恩号于12月初正在进行例行检修，这使得行动被推迟了数日，因为英格诺尔不愿意在兵力不足的情况下派出第一侦察集群。15日03:20，第一侦察集群，连同由四艘小巡洋舰科尔贝格号、斯特拉斯堡号、施特拉尔松德号和格劳登茨号所组成的第二侦察集群，以及两支鱼雷艇区舰队，离开亚德湾。这些舰只向北航行，穿过布满雷区的航道，经由黑尔戈兰岛直抵喇叭礁灯塔，然后向西转往英国海岸驶去。负责提供远程支援的公海舰队主战列舰队则于15日下午出发。当日夜晚，公海舰队的主体遭遇了英国驱逐舰，由于担心夜间可能遭到鱼雷攻击，英格诺尔遂命令这些舰只撤退。

公海舰队以于12月16日上午的部署

在接近英国海岸时，希佩尔的战列巡洋舰被分为两组。塞德利茨号、毛奇号和布吕歇尔号往北炮轰哈特尔浦，而冯·德·坦恩号和德夫林格号则向南攻击斯卡布罗和惠特比。后两艘舰摧毁了两座城镇的海岸防卫站，以及惠特比的信号站。至16日09:45，两组成员重新集结，开始向东返航。希佩尔并未意识到英格诺尔已经撤退，并在炮击目标城镇之后转向与公海舰队会合。与此同时，英国海军中将戴维·贝蒂率领的第1战列巡洋分舰队已经就位，挡住了希佩尔选定的出口通道，而其它部队也正形成包围。在12:25，德国第二侦察集群的小巡洋舰开始穿越英国部队寻找希佩尔。隶属英国第2轻巡洋分舰队的南安普敦号发现了施特拉尔松德号并向贝蒂报告。贝蒂认为德国巡洋舰只是希佩尔的先导屏护舰，而战列巡洋舰仍在前方约27海里（31英里；50）处。一直为贝蒂担任屏护的第2轻巡洋分舰队遂被派往追击德国巡洋舰，但由于误读了英国战列巡洋舰发出的信号，使得它们又返回了屏护阵位。这种混乱使德国小巡洋舰得以逃脱，并向希佩尔通报了英国战列巡洋舰的位置。德国的战列巡洋舰随即转向英国部队的东北方向推进，并顺利逃离。
冯·德·坦恩号于1915年1月的多格滩海战爆发时正在进行改装，因此错过了这次行动。它的位置由装甲巡洋舰布吕歇尔号顶替，并在战斗中被击沉。冯·德·坦恩号的一支分遣队被派往布吕歇尔号，也随之一同沉没。舰只这一年在北海及波罗的海均有所行动。1915年8月10日，冯·德·坦恩号炮击了位于波罗的海东部的乌特岛要塞，在此期间，它曾参与同俄国装甲巡洋舰马卡罗夫将军号之间的炮战。冯·德·坦恩号还与俄国装甲巡洋舰巴扬号和另外五艘驱逐舰交火，期间它的烟囱被炮弹击中，但没有造成人员伤亡。1916年2月3－4日，冯·德·坦恩号又参加了舰队推进，以迎接破交舰鸥号的回归。此外在3月5－7日、4月17日、4月21－22日以及5月5日的舰队出动中，该舰均有出席。
冯·德·坦恩号同样参加了4月24－25日的炮击雅茅斯及洛斯托夫特行动。由于希佩尔当时正休病假，所以第一侦察集群由海军少将弗里德里希·伯迪克指挥。德国战列巡洋舰德夫林格号、吕措号、毛奇号、塞德利茨号和冯·德·坦恩号于4月24日10:55离开亚德河口，并得到由六艘小巡洋舰和两支鱼雷艇区舰队组成的屏护部队陪同。公海舰队的重型部队则于13:40起航，目的是为伯迪克的舰群提供远程支援。英国海军部通过拦截德国的无线电信号得知德国人已行动，并于15:50完成对大舰队的部署。
至14:00，伯迪克的舰群已抵达诺德奈附近的位置，此时他将舰只调转向北，以避开泰尔斯海灵岛上的荷兰观测员。在15:38，塞德利茨号不慎触雷，并在右舷鱼雷管后方的船体上炸开一个15（49英尺）长的孔洞，导致约1,400公噸（1,400長噸）海水涌入该舰。塞德利茨号遂连同其屏护巡洋舰掉头返航，速度控制在15節（28每小時）。其余四艘战列巡洋舰则立即朝南转往诺德奈方向，以规避进一步的水雷威胁。至16:00，塞德利茨号已经脱离危险，于是停下来让伯迪克离舰。V28号鱼雷艇随即将伯迪克带至吕措号。
4月25日04:50，当德国战列巡洋舰群正接近洛斯托夫特时，负责在南翼提供屏护的小巡洋舰罗斯托克号和埃尔宾号，发现了英国海军准将雷金纳德·蒂尔维特麾下哈里奇部队的轻巡洋舰和驱逐舰。伯迪克拒绝被英国舰只分心，而是将其舰群的火炮瞄准洛斯托夫特。两门6英寸（150）口径的海岸炮被摧毁，连带市镇造成了其它一些破坏。冯·德·坦恩号的时任舰长、海军上校汉斯·曾克尔在后来写道：
|  | 当我们驶向洛斯托夫特时，海面上的雾气和前方舰只的烟雾使我们很难看清目标。但当我们转向（北方）后，（当地的）帝国酒店为我们的有效炮击提供了充分的参照。在05:11，我们以重炮和中等口径炮向港口工事和平转桥开火。经过短暂射失后，整体的射击效果良好。市镇从后桥开始引发火灾，从另一个有利的观察哨也报告了（海港）入口处发生了大爆炸。 |

在05:20，德国袭击者向北转往雅茅斯，并于05:42抵达。由于能见度极差，除德夫林格号以外的德国战列巡洋舰都仅进行了一轮齐射，而前者则以主炮发射了十四枚炮弹。德国舰群随即向南折返，并于05:47第二次遭遇哈里奇部队，当时它们已与屏护部队的六艘小巡洋舰交战。伯迪克的舰只在12,000（13,000碼）的范围内开火。蒂尔维特立即调转他的船头，并在轻巡洋舰征服号遭到严重破坏之前便已向南逃窜。由于收到有关英国潜艇出没和鱼雷攻击的报告，伯迪克停止了追击，向东转往公海舰队方向。与此同时，当时的公海舰队总司令、海军上将赖因哈德·舍尔也收到了大舰队从斯卡帕湾出动的警告，遂掉头返回德国。

#### 日德兰海战

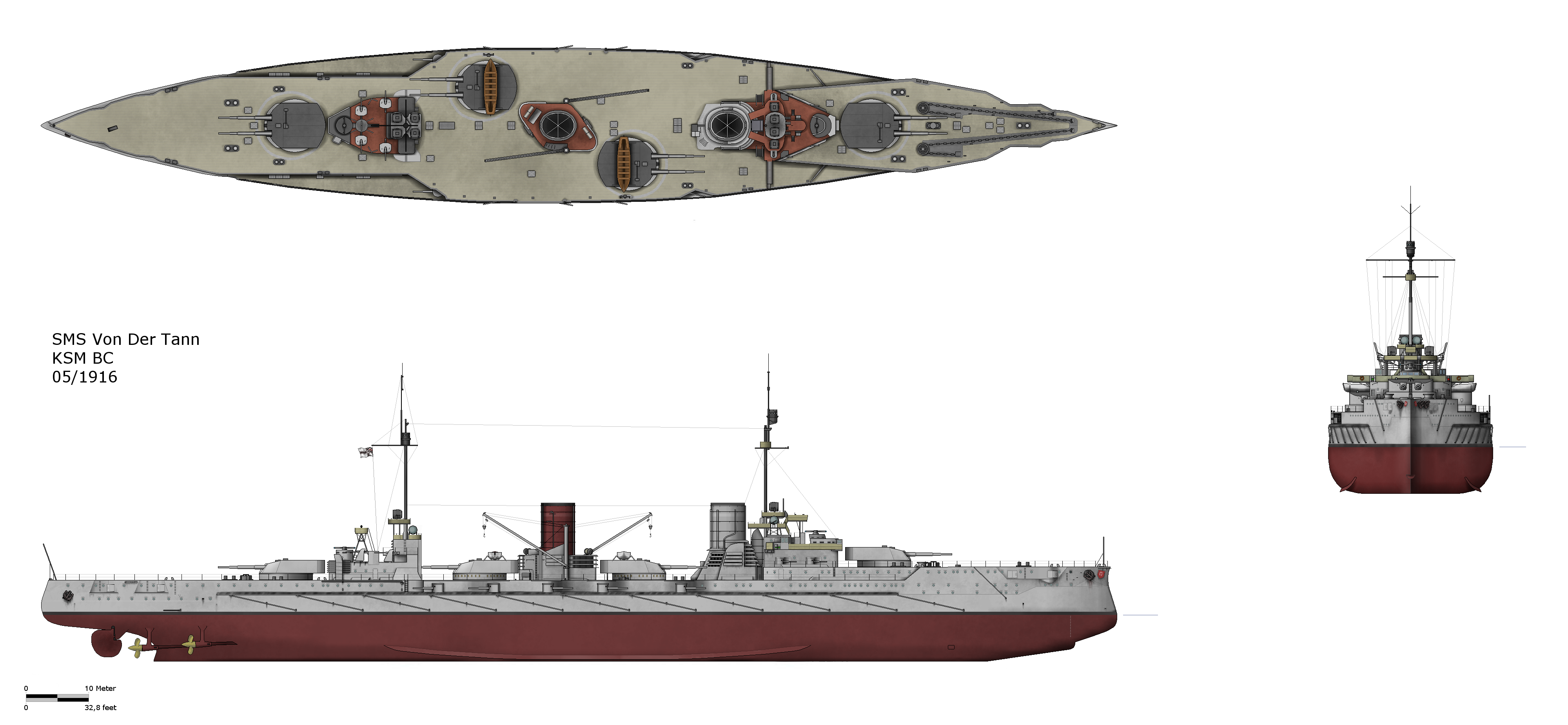
冯·德·坦恩号于日德兰的配置

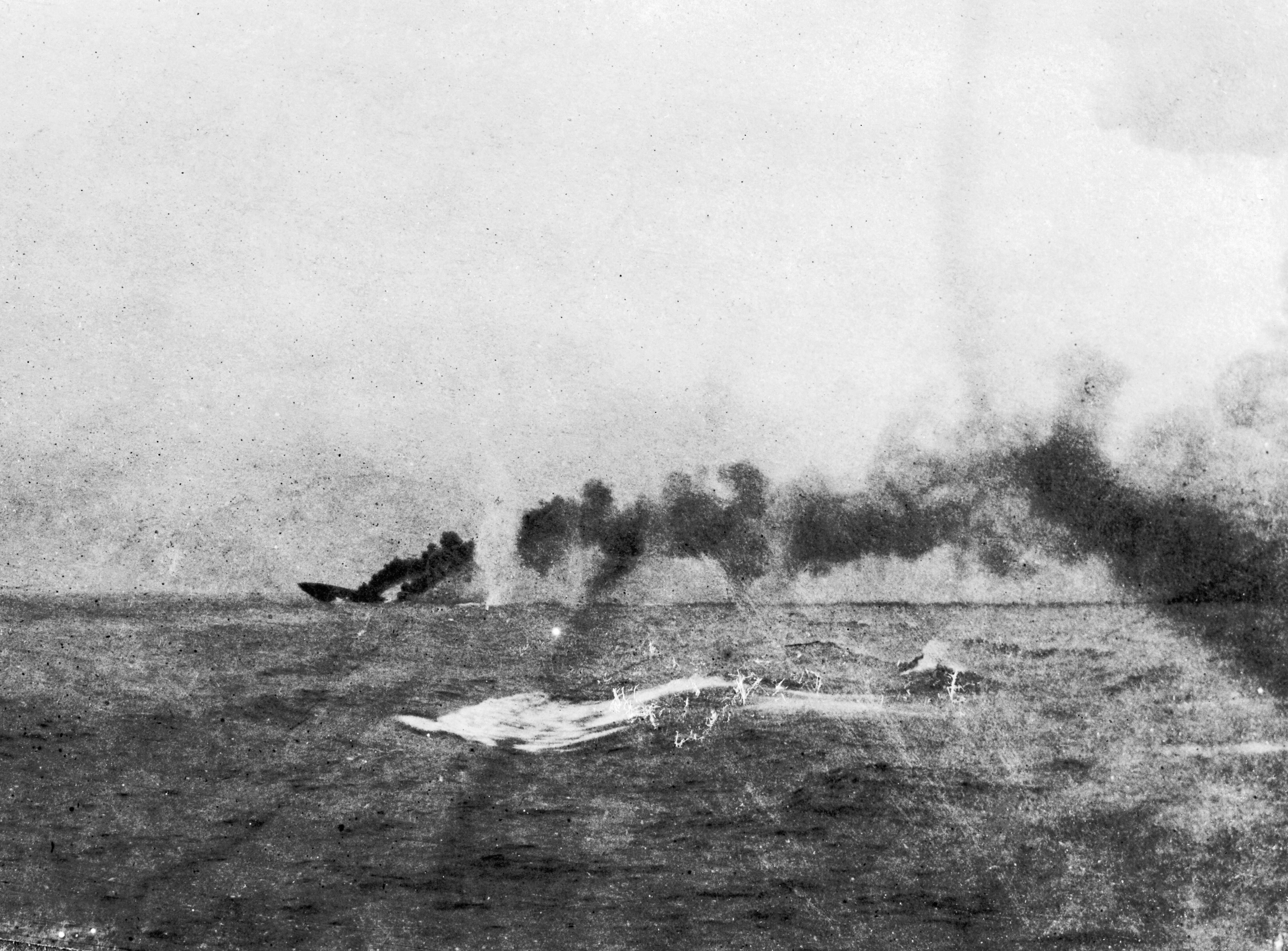
不倦号遭冯·德·坦恩号的炮火击中后沉没

冯·德·坦恩号作为第一侦察集群的成员，参加了一战中规模最大的日德兰海战。在希佩尔阵中，它位居五艘战列巡洋舰的最末。1916年5月31日，在欧洲中部时间16:00前不久，第一侦察集群遭遇了由贝蒂率领的英国第1战列巡洋分舰队。德国舰只率先开火，射程约为14,000（15,000碼）。在16:49，冯·德·坦恩号朝不倦号打响了第一炮。在随后十四分钟的持续炮击中，冯·德·坦恩号射出的52枚重炮有5枚取得命中，其中一枚导致不倦号发生爆炸并沉没。位于不倦号正前方的战列巡洋舰新西兰号舰上的一位观测员后来评论称，他看到“不倦号被冯·德·坦恩号射出的两枚炮弹击中，其中一枚落在前炮塔。两者似乎都在撞击后爆炸。间隔大约30秒后，舰只被炸毁了。一片片火焰伴随着浓烟将它完全遮盖”。
在不倦号被歼灭后，贝蒂遣其部队离开，而英国第5战列分舰队则驶近德国的战列巡洋舰群，在大约17,000（19,000碼）处开火。冯·德·坦恩号和毛奇号作为希佩尔阵中位置最靠后的两艘舰，遭到了英国第5分舰队领头的三艘战列舰——巴勒姆号、英勇号和马来亚号的攻击。德国战列巡洋舰开始作鋸齒形移动，以规避英舰的炮火。在17:09，即不倦号沉没的六分钟后，冯·德·坦恩号被一枚来自巴勒姆号的15英寸（380）炮所击中，炮弹撞上了水线下方，并使得水线装甲带有一段脱落，导致舰只吸入了约600公噸（590長噸）水。这次中弹还暂时损坏了舰上的舵机，再加上冯·德·坦恩号的锯齿形移动，使它转向左舷偏离了航线。德国的官方历史文献评论称“万幸的是避免了舵机的完全失灵，否则，冯·德·坦恩号就会像在多格滩行动中的布吕歇尔号一样，完全落入正在驶来的战列舰手中。”

英国（蓝）及德国（红）舰队在海战中的调遣示意图

在17:20，由战列巡洋舰虎号射出的一枚13.5英寸（340）炮弹击中了冯·德·坦恩号A炮塔的炮座。一大块装甲板从炮塔内部脱落，并砸中了炮塔的瞄准装置，使其被卡在120°的角度中。这导致了炮塔在交战期间无法工作。17:23，该舰再被一枚13.5英寸炮击中，炮弹落在C炮塔附近，造成6人死亡。炮弹还穿透了甲板并产生大量碎片，使得炮塔无法转动，同时右舵轮机舱也受到损坏。C炮塔停止工作，直至碎片被清理干净。堆放于炮塔下方的练习靶被点燃，其产生的烟雾遮蔽了舰只。部分防鱼雷网的在震荡中松脱，被舰只拖在后部。然而，它们在卡住螺旋桨之前就被切断了。继不倦号覆灭后一直与冯·德·坦恩号交战的新西兰号，在看不见其目标后遂将火力转移至毛奇号。17:18，巴勒姆号距冯·德·坦恩号已接近至16,500（18,000碼），此时冯·德·坦恩号开始向英国战列舰开火。此后不久，于17:23，该舰对巴勒姆号取得了一次命中。然而，在仅仅发射了24枚炮弹后，冯·德·坦恩号不得不重新找回其早前的目标新西兰号，因为它的艏、艉炮塔均已失效，而舯部炮塔则无法瞄准巴勒姆号。
在18:15，最后一门可活动的塔装炮被卡在炮架中，使得冯·德·坦恩号失去了任何能够使用的主炮。尽管如此，它仍然留在战列线中以分散英国炮手的注意力。由于不再使用主炮开火，冯·德·坦恩号得以通过一种不规则的方式移动，从而避开英国人的炮火。至18:53，舰只的航速从26節（48每小時）降至23節（43每小時）。在因机械故障而停摆了一个半小时后，D炮塔得到修复并再次准备好投入使用。冯·德·坦恩号于20:19遭到第四次也是最后一次重炮袭击，当时一枚来自复仇号的15英寸炮击中了后司令塔。弹壳碎片穿透入司令塔，杀害了一位枪炮官和两位测距机操作员，并击伤了塔内的其余所有船员。弹片和其它碎屑还通过通风井落入冷凝器中，导致舰上所有照明设备熄灭。十一分钟后，于20:30，B炮塔完成清理恢复工作；而至21:00，C炮塔也恢复正常。然而，两座舯部炮塔都遭遇了进一步的机械故障，使它们在战斗后期无法继续使用。
在大约22:15，此时以毛奇号作为旗舰的希佩尔，命令其麾下的战列巡洋舰将速度提升至20節（37每小時），然后落在德国主战列线的后方。然而，无论是因战斗损伤的德夫林格号，或是因炉火积垢严重的冯·德·坦恩号，都无法以超过18節（33每小時）的速度行驶。这两艘舰在第二战列分舰队的尾部就位，而老旧的前无畏舰西里西亚号和石勒苏益格-荷尔斯泰因号也于00:05加入了它们的行列。在03:37，英国驱逐舰莫尔兹比号向德国阵线的后方发射了一枚鱼雷；它稍稍掠过冯·德·坦恩号的舰艏，迫使舰只急剧转向右舷以免被击中。03:55，在战斗行将结束时，希佩尔将一份报告传送至舍尔，向他通报己方舰只遭受的巨大破坏。至此，德夫林格号和冯·德·坦恩号各自仅余两门炮可用，毛奇号涌入了约1000吨海水，塞德利茨号则严重受损。希佩尔报告称“第一侦察集群对于重要的交锋不再具有任何价值”，因此总司令指示它们返回港口，而他本人则决定与战列舰队在喇叭礁附近等待事态的发展。
在战斗过程中，冯·德·坦恩号的两座主炮塔被英国炮火破坏，而它的另外两座炮塔则遭遇了机械故障。舰只的射击速度非常快，以至于舯部炮塔的数门主炮都出现过热情况，并被卡在反冲滑道中，无法恢复工作状态。冯·德·坦恩号无法使用主炮达11个小时之久，尽管有三座炮塔在战斗结束前恢复了工作状态；D炮塔仅是在利用氧乙炔炬对弯曲的金属进行多次切割后，才可进行手动操作。舰只的伤亡数字为11人死、35人负伤。在战斗期间，冯·德·坦恩号共发射了170枚重炮和98枚次级口径炮弹。

#### 后续行动
日德兰之后，冯·德·坦恩号从6月2日至7月29日进行了修理。重返舰队后，该舰于1916年还参加了数次进入北海的无果出击，其中包括8月18－19日、9月25－26日、10月18－19日、10月23－24日，以及1917年3月23－24日的推进。
在8月18－19日的舰队推进期间，冯·德·坦恩号和毛奇号是仅有的两艘仍处于作战状态的德国战列巡洋舰，因此有三艘无畏舰也被部署至第一侦察集群参加行动，分别为藩侯号、大选帝侯号和巴伐利亚号。第一侦察集群的任务是炮击桑德兰沿岸城镇，试图引出并摧毁贝蒂的战列巡洋舰。舍尔上将则率公海舰队余部，其中包括15艘无畏舰则拖后及提供掩护。但英国人已事先破译了德国人的计划，并派出大舰队应战。在19日14:35分，舍尔收到了大舰队逼近的警告，他不愿意在难分伯仲的日德兰海战后仅11周便又与整个大舰队交战，于是下令全体舰队掉头撤回德国港口。
在1918年4月23－25日前往挪威的舰队推进、以及7月8－9日的出击期间，冯·德·坦恩号都担当时任第一侦察集群司令、海军少将路德维希·冯·罗伊特的旗舰。

### 结局

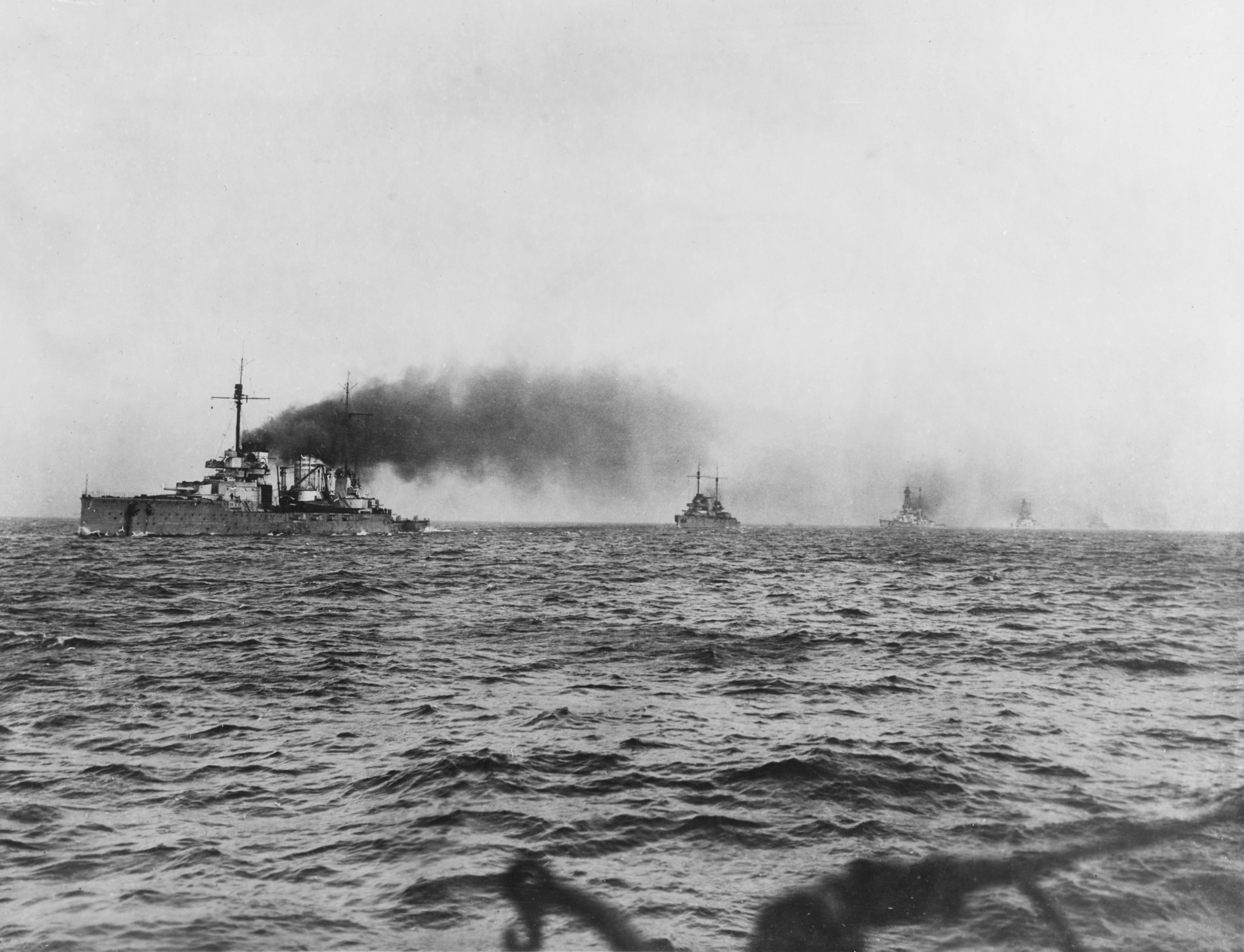
德国战列巡洋舰驶入斯卡帕湾。从左至右依次为塞德利茨号、毛奇号、兴登堡号和德夫林格号

冯·德·坦恩号本应在1918年10月底，即停战协定生效的前几天时参加最终舰队行动。公海舰队的大部将从它们的威廉港基地出发与英国大舰队进行决战；舍尔作为此时海戰指揮部的总参谋长，意图不惜一切代价重创英国海军，以便为德国争取更好的谈判地位。然而，许多厌战的水兵认为此次行动会破坏和平进程并延长战争。当公海舰队在威廉港集结时，水兵们开始大规模出逃。在冯·德·坦恩号和德夫林格号航行经过分隔威廉港内港和锚区的水闸时，两艘舰共有大约300名船员翻过舷侧并消失在岸上。1918年10月29日上午，将于次日从威廉港启航的命令正式下达。从10月29日夜晚开始，图林根号和其它几艘战列舰的船员相继发动叛变。骚乱最终迫使希佩尔和舍尔取消了这项行动。当德皇威廉二世得知这一情况后，哀呼“我已不再拥有海军！”

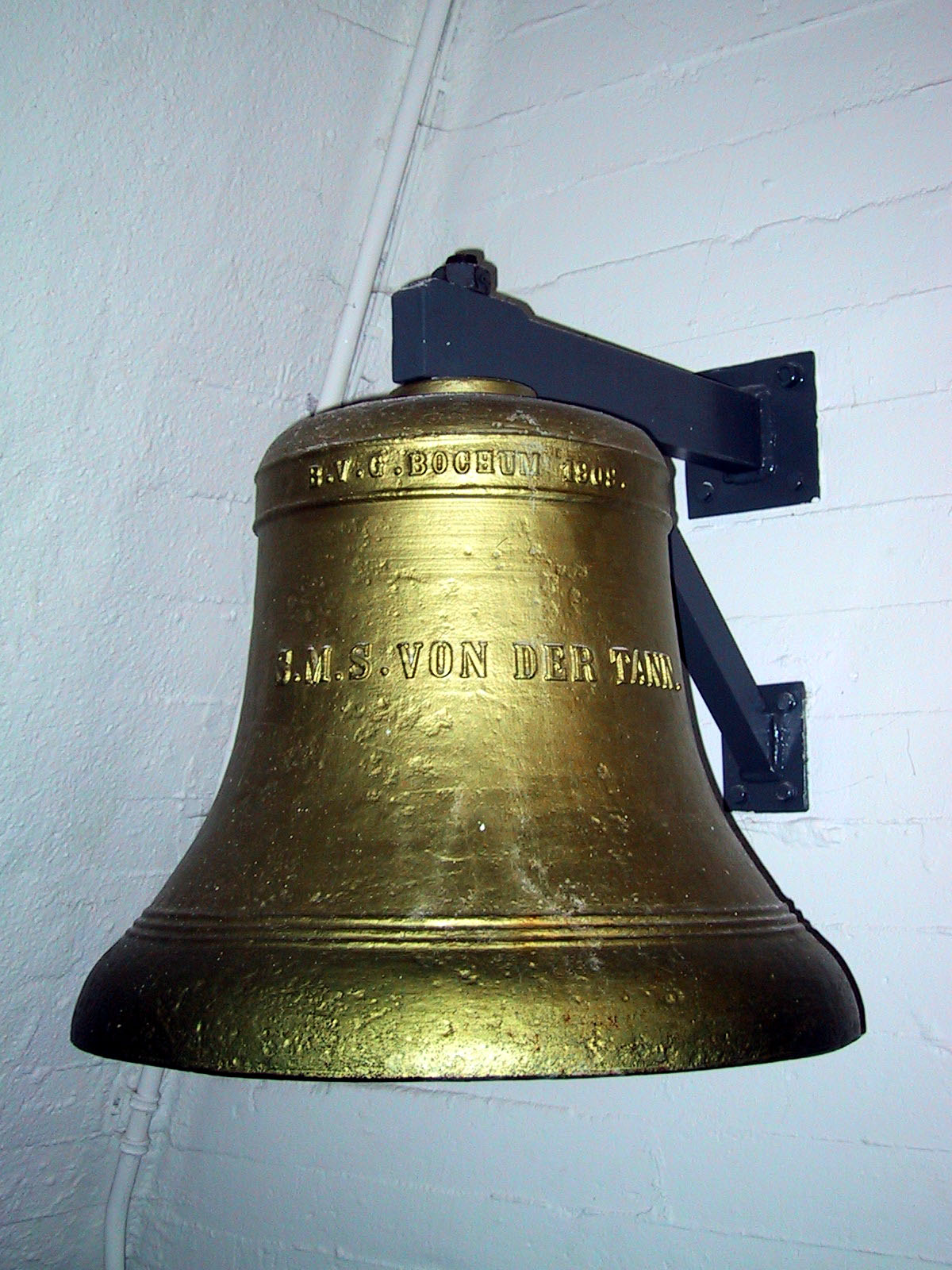
现存于拉博厄海军纪念馆的冯·德·坦恩号船钟

随着德国于1918年11月投降，公海舰队的大部分舰只都在海军少将路德维希·冯·罗伊特的率领下，被扣押至斯卡帕湾的英国海军基地。在德国舰队启程之前，时任海军内阁国务大臣的海军上将阿道夫·冯·特罗塔向罗伊特明确表示，他不能允许协约国在任何情况下强占这些舰只。舰队先与英国轻巡洋舰加的夫号会合，再由后者引领至协约国舰队，以护送德国人前往斯卡帕湾。这支大规模的联队是由由370艘英国、美国和法国军舰所共同组成。当舰只被正式扣押后，它们的舰炮便因拆除炮闩而失效，船员数量也减少至200名官兵。冯·德·坦恩号是在时任舰长、海军上尉卡尔-弗里德里希·沃兰克的指挥下受押。在斯卡帕湾期间，舰上组建了一个水兵管委会，负责对舰只进行全面、独断的控制。
在落实《凡尔赛条约》的谈判过程中，舰队仍然维持扣押状态。罗伊特推断英国方面将于1919年6月21日，即谈判到期而无法达成协议的情况下会强占德国军舰，却不知截止日期已被延长至6月23日。为了防止这种情况，他决定率先凿沉己方舰只。6月21日上午，英国舰队离开斯卡帕湾进行训练演习；罗伊特于11:20向全体德国军舰下达了自沉命令。冯·德·坦恩号于两小时十五分后沉没。舰只的打捞任务由欧内斯特·考克斯的打捞公司负责。在进行准备工作时，由于氧乙炔切割器引发大爆炸，三名工人几乎丧命。爆炸造成了仍在水下的舰只穿孔，令海水进入了本已用压缩空气排空的隔间；当这些人获救时，隔间几乎再被重新注满，水已淹过了他们的脖子以上。尽管如此，冯·德·坦恩号还是于1930年12月7日被成功打捞上岸，并于1931年至1934年间由阿洛厄拆船公司在罗塞斯拆解报废。